# James Calado

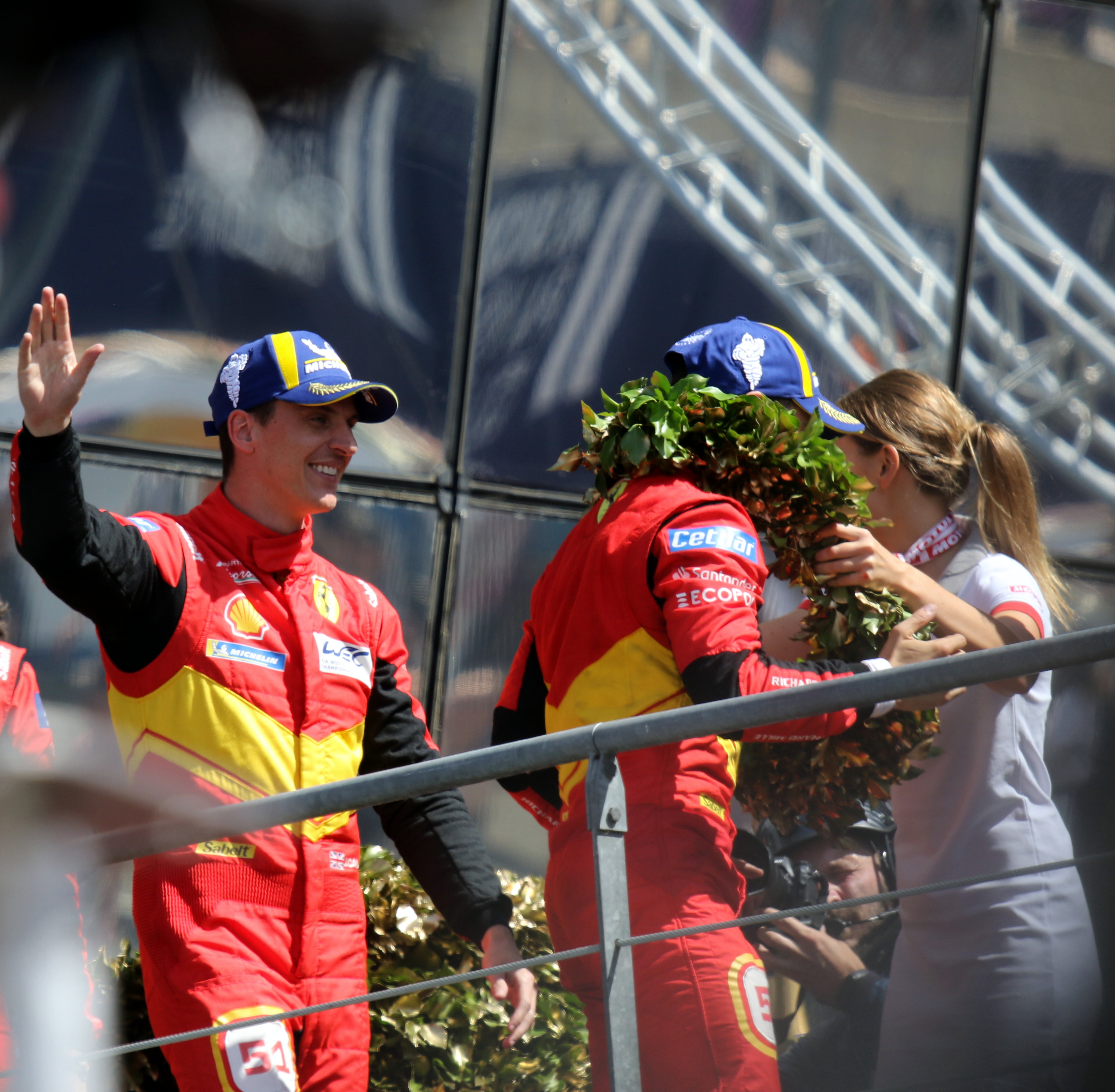
James Calado (link), nach seinem Gesamtsieg beim 24-Stunden-Rennen von Le Mans 2023

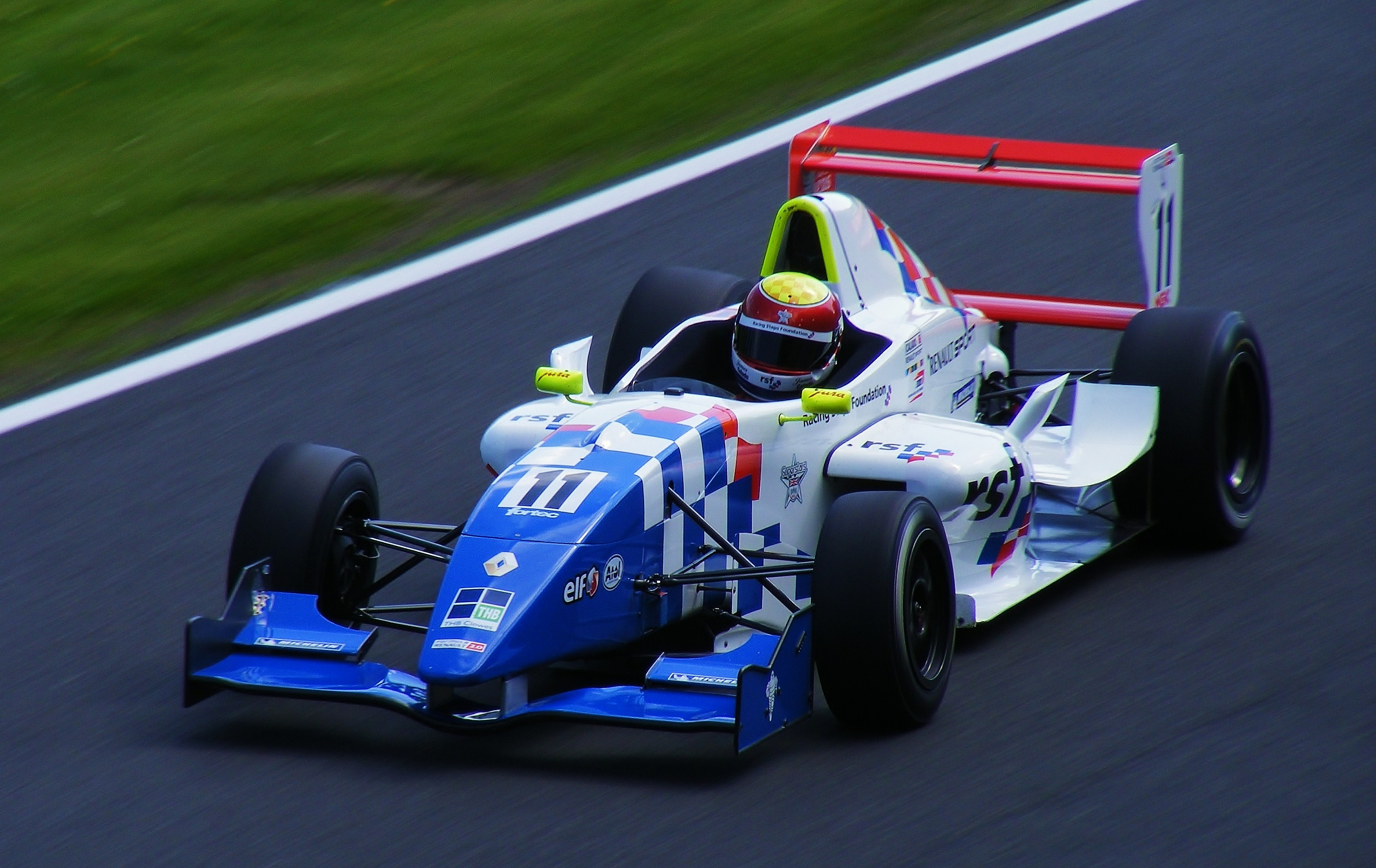
Calado in der britischen Formel Renault 2009

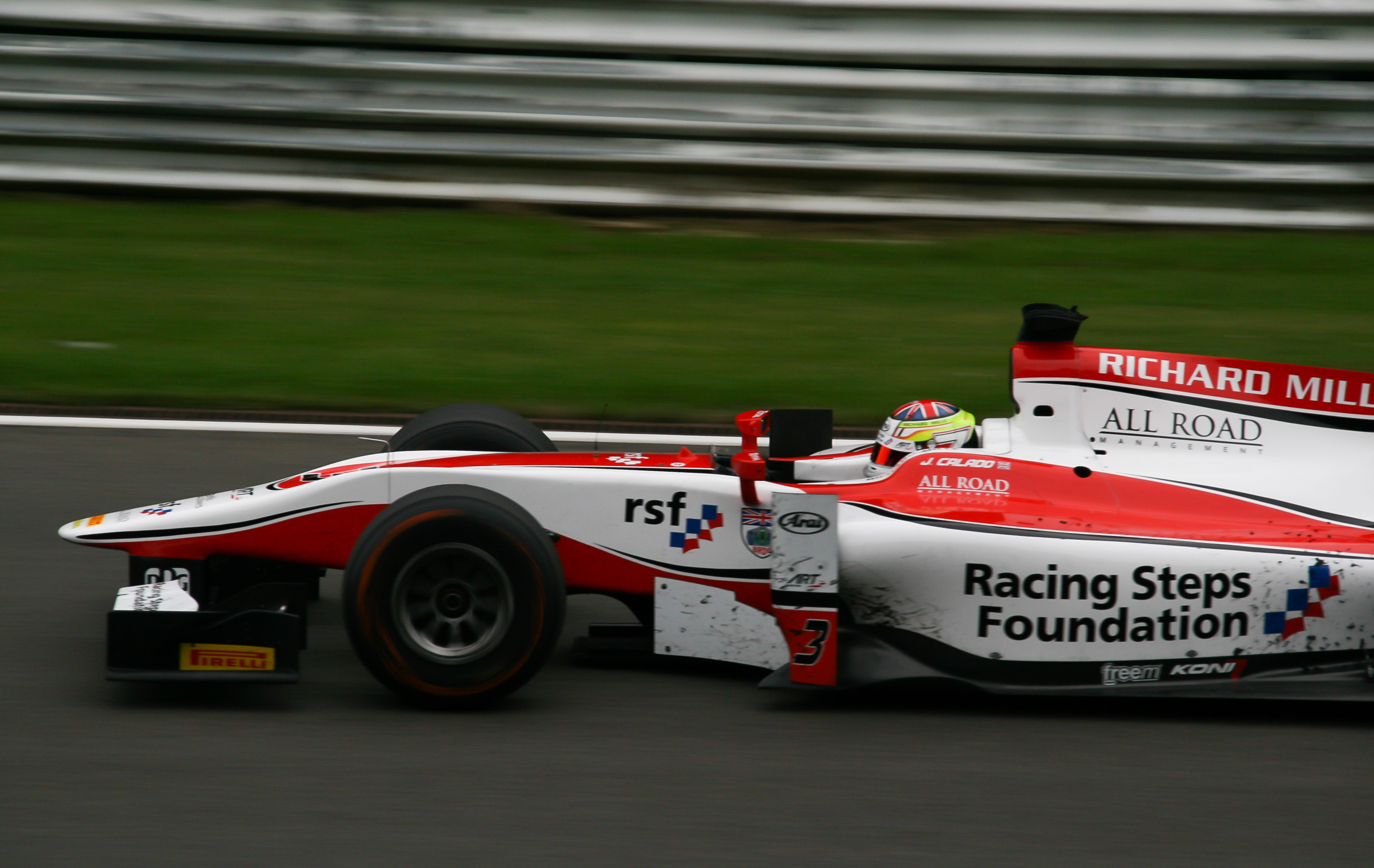
James Calado beim Hauptrennen der GP2-Serie in Spa-Francorchamps 2013

James John Calado (* 13. Juni 1989 in Cropthorne, Worcestershire) ist ein britischer Automobilrennfahrer. Er trat 2012 und 2013 in der GP2-Serie an. 2014 und 2015 startete er in der FIA-Langstrecken-Weltmeisterschaft (WEC).

## Karriere
Calado begann seine Motorsportkarriere 1999 im Kartsport, in dem er bis 2007 aktiv war. Unter anderem gewann er 2005 die europäische ICA Meisterschaft. 2008 wechselte er in den Formelsport zu Fortec Motorsport. Er ging in der britischen Formel Renault an den Start und belegte mit einem Sieg den siebten Gesamtrang. Außerdem nahm er an drei Rennen der nordeuropäischen Formel Renault teil. Anschließend gewann Calado die Wintermeisterschaften der britischen und portugiesischen Formel Renault. 2009 blieb Calado in der britischen Formel Renault und bei Fortec Motorsport. Er gewann mit acht Siegen die meisten Rennen, wurde am Saisonende allerdings nur Vizemeister hinter Dean Smith, der ein Rennen weniger für sich entschied. Darüber hinaus nahm er an sechs Rennen des Formel Renault 2.0 Eurocups teil und belegte den 17. Gesamtrang in dieser Serie.
2010 wechselte Calado in die britische Formel-3-Meisterschaft zu Carlin. Beim zweiten Rennwochenende in Silverstone entschied Calado zwei von drei Rennen für sich und holte somit seine ersten Siege in der britischen Formel-3-Meisterschaft. Mit insgesamt fünf Siegen wurde er Vizemeister hinter seinem Teamkollegen Jean-Éric Vergne. 2011 ging Calado für Lotus ART in der GP3-Serie an den Start. Er gewann ein Rennen und schloss die Saison auf dem zweiten Rang hinter seinem Teamkollegen Valtteri Bottas ab. Nach der Saison nahm Calado für Lotus ART am GP2 Final 2011 teil. Dabei entschied er das Sprintrennen für sich und wurde Fünfter im Klassement.
2012 ging Calado für ART in der GP2-Serie an den Start. Das Team trat in der Saison als Lotus GP an. Bereits beim Sprintrennen des Saisonauftakts in Sepang gewann er sein erstes Rennen in der GP2-Serie. Mit Calados Ausfall beim Sprintrennen in Monte Carlo endete seine Serie mit 57 serienübergreifenden Zielankünften in Folge. Beim Sprintrennen in Hockenheim erzielte er seinen zweiten Saisonsieg. Mit 160 zu 176 Punkten unterlag Calado teamintern Esteban Gutiérrez. Als bester Neueinsteiger wurde Calado Fünfter in der Fahrerwertung. 2013 blieb Calado bei ART, die in diesem Jahr wieder den Namen ART Grand Prix verwenden. Nachdem er beim Saisonauftakt im Hauptrennen den zweiten Platz erzielt hatte, verursachte er im Sprintrennen eine Kollision. Die Rennkommissare verhängten aufgrund der Kollision eine Startplatzstrafe von zehn Plätzen für das nächste Rennen. Bei der achten Veranstaltung in Spa-Francorchamps erzielte Calado im Sprintrennen seinen ersten Saisonsieg. Zuvor waren drei zweite Plätze seine besten Ergebnisse. Einen Sieg wiederholte er beim Saisonfinale im Sprintrennen auf dem Yas Marina Circuit. Calado schloss die Saison mit 159 Punkten auf dem dritten Rang ab und setzte sich damit teamintern deutlich gegen Daniel Abt, der 11 Punkte erzielt hatte, durch. Darüber hinaus absolvierte er für Force India erstmals Formel-1-Testfahrten. Anfang September wurde er zudem zum Test- und Ersatzfahrer dieses Rennstalls benannt. In dieser Funktion nahm er beim Großen Preis von Italien erstmals an einem Formel-1-Wochenende teil, als er im ersten freien Training zum Einsatz kam.
2014 verließ Calado den Formelsport und wechselte ins GT-Auto. Er erhielt ein Cockpit bei AF Corse in einem Ferrari 458 Italia in der FIA-Langstrecken-Weltmeisterschaft. Er bildete ein Fahrerduo mit Davide Rigon. Beim 24-Stunden-Rennen von Le Mans 2014 fiel Calado nach einem Trainingsunfall verletzt aus. Calado und Rigon wurden einmal Zweite in der GT-Klasse und viermal Dritte. Am Saisonende lagen sie auf dem siebten Platz im GT-Weltcup. 2015 blieben Calado und Rigon bei AF Corse in der FIA-Langstrecken-Weltmeisterschaft. Ein zweiter Platz in der GT-Wertung war ihr bestes Ergebnis. Sie beendeten die Saison auf dem vierten Platz im GT-Weltcup.

## Statistik

### Karrierestationen
| - 1999–2007: Kartsport - 2008: Britische Formel Renault (Platz 7) - 2008: Nordeuropäische Formel Renault (Platz 26) - 2008: Britische Formel Renault, Winterserie (Meister) - 2008: Portugiesische Formel Renault, Winterserie (Meister) - 2009: Britische Formel Renault (Platz 2) | - 2009: Formel Renault 2.0 Eurocup (Platz 17) - 2010: Britische Formel 3 (Platz 2) - 2011: GP3-Serie (Platz 2) - 2012: GP2-Serie (Platz 5) - 2013: GP2-Serie (Platz 3) | - 2013: Formel 1 (Testfahrer) - 2014: FIA-Langstrecken-Weltmeisterschaft, GT (Platz 7) - 2015: FIA-Langstrecken-Weltmeisterschaft, GT (Platz 4) - 2016: FIA-Langstrecken-Weltmeisterschaft, GT (Platz 3) - 2017: FIA-Langstrecken-Weltmeisterschaft, GT (Meister) - 2018/19: Asian Le Mans Series, GT (Meister) |

### Einzelergebnisse in der GP2-Serie
| Jahr | Team           | 1   | 2   | 3   | 4   | 5   | 6   | 7   | 8   | 9   | 10  | 11  | 12  | 13  | 14  | 15  | 16  | 17  | 18  | 19  | 20  | 21  | 22  | 23  | 24  | Punkte | Rang |
| ---- | -------------- | --- | --- | --- | --- | --- | --- | --- | --- | --- | --- | --- | --- | --- | --- | --- | --- | --- | --- | --- | --- | --- | --- | --- | --- | ------ | ---- |
| 2012 | Lotus GP       | MAS | MAS | BRN | BRN | BRN | BRN | ESP | ESP | MON | MON | ESP | ESP | GBR | GBR | GER | GER | HUN | HUN | BEL | BEL | ITA | ITA | SIN | SIN | 160    | 5.   |
| 2012 | Lotus GP       | 8   | 1   | 5   | 3   | 16  | 12  | 2   | 4   | 7   | DNF | 8   | 2   | DNF | 20* | 8   | 1   | 4   | 6   | 2   | 3   | 12  | 14  | DNF | 10  | 160    | 5.   |
| 2013 | ART Grand Prix | MAS | MAS | BRN | BRN | ESP | ESP | MON | MON | GBR | GBR | GER | GER | HUN | HUN | BEL | BEL | ITA | ITA | SIN | SIN | UAE | UAE |     |     | 159    | 3.   |
| 2013 | ART Grand Prix | 2   | DNF | 12  | 5   | DNF | 11  | 5   | 5   | 9   | 3   | 2   | 2   | 9   | 6   | 8   | 1   | 6   | 26  | 3   | 20  | 6   | 1   |     |     | 159    | 3.   |

### Le-Mans-Ergebnisse
| Jahr | Team             | Fahrzeug               | Teamkollege        | Teamkollege           | Platzierung             | Ausfallgrund |
| ---- | ---------------- | ---------------------- | ------------------ | --------------------- | ----------------------- | ------------ |
| 2015 | AF Corse         | Ferrari 458 Italia GT2 | Davide Rigon       | Olivier Beretta       | Rang 21                 |              |
| 2016 | AF Corse         | Ferrari 488 GTE        | Gianmaria Bruni    | Alessandro Pier Guidi | Ausfall                 | Motorschaden |
| 2018 | AF Corse         | Ferrari 488 GTE        | Daniel Serra       | Alessandro Pier Guidi | Rang 22                 |              |
| 2019 | AF Corse         | Ferrari 488 GTE        | Daniel Serra       | Alessandro Pier Guidi | Rang 20 und Klassensieg |              |
| 2020 | AF Corse         | Ferrari 488 GTE        | Daniel Serra       | Alessandro Pier Guidi | Rang 21                 |              |
| 2021 | AF Corse         | Ferrari 488 GTE        | Côme Ledogar       | Alessandro Pier Guidi | Rang 20 und Klassensieg |              |
| 2022 | AF Corse         | Ferrari 488 GTE        | Daniel Serra       | Alessandro Pier Guidi | Rang 29                 |              |
| 2023 | Ferrari AF Corse | Ferrari 499P           | Antonio Giovinazzi | Alessandro Pier Guidi | Gesamtsieg              |              |
| 2024 | Ferrari AF Corse | Ferrari 499P           | Antonio Giovinazzi | Alessandro Pier Guidi | Rang 3                  |              |
| 2025 | Ferrari AF Corse | Ferrari 499P           | Antonio Giovinazzi | Alessandro Pier Guidi | Rang 3                  |              |

### Sebring-Ergebnisse
| Jahr | Team              | Fahrzeug        | Teamkollege           | Teamkollege   | Platzierung | Ausfallgrund |
| ---- | ----------------- | --------------- | --------------------- | ------------- | ----------- | ------------ |
| 2017 | Risi Competizione | Ferrari 488 GTE | Giancarlo Fisichella  | Toni Vilander | Rang 9      |              |
| 2018 | Risi Competizione | Ferrari 488 GTE | Alessandro Pier Guidi | Toni Vilander | Rang 14     |              |
| 2024 | Risi Competizione | Ferrari 296 GT3 | Davide Rigon          | Daniel Serra  | Rang 21     |              |

### Einzelergebnisse in der FIA-Langstrecken-Weltmeisterschaft
| Saison  | Team             | Rennwagen          | 1   | 2   | 3   | 4   | 5   | 6   | 7   | 8   | 9   |
| ------- | ---------------- | ------------------ | --- | --- | --- | --- | --- | --- | --- | --- | --- |
| 2014    | AF Corse         | Ferrari 458 Italia | SIL | SPA | LEM | AUS | FUJ | SHA | BAH | SAO |     |
| 2014    | AF Corse         | Ferrari 458 Italia | 11  | 15  |     | 19  | 14  | 18  | 15  | 9   |     |
| 2015    | AF Corse         | Ferrari 458 Italia | SIL | SPA | LEM | NÜR | AUS | FUJ | SHA | BAH |     |
| 2015    | AF Corse         | Ferrari 458 Italia | 11  | 22  | 21  | 17  | 16  | 16  | 17  | 24  |     |
| 2016    | AF Corse         | Ferrari 488 GTE    | SIL | SPA | LEM | NÜR | MEX | AUS | FUJ | SHA | BAH |
| 2016    | AF Corse         | Ferrari 488 GTE    | 18  | DNF | DNF | 18  | 16  | 17  | 19  | 19  | 20  |
| 2017    | AF Corse         | Ferrari 488 GTE    | SIL | SPA | LEM | NÜR | MEX | AUS | FUJ | SHA | BAH |
| 2017    | AF Corse         | Ferrari 488 GTE    | 14  | 18  | 46  | 15  | 19  | 13  | 11  | 16  | 15  |
| 2018/19 | AF Corse         | Ferrari 488 GTE    | SPA | LEM | SIL | FUJ | SHA | SEB | SPA | LEM |     |
| 2018/19 | AF Corse         | Ferrari 488 GTE    | 27  | 22  | 11  | 14  | 13  | 13  | 16  | 20  |     |
| 2019/20 | AF Corse         | Ferrari 488 GTE    | SIL | FUJ | SHA | BAH | AUS | SPA | LEM | BAH |     |
| 2019/20 | AF Corse         | Ferrari 488 GTE    | 16  | 16  | 13  | 16  | 15  | 12  | 21  |     |     |
| 2021    | AF Corse         | Ferrari 488 GTE    | SPA | POR | MON | LEM | BAH | BAH |     |     |     |
| 2021    | AF Corse         | Ferrari 488 GTE    | 16  | 14  | 16  | 20  | 15  | 15  |     |     |     |
| 2022    | AF Corse         | Ferrari 488 GTE    | SEB | SPA | LEM | MON | FUJ | BAH |     |     |     |
| 2022    | AF Corse         | Ferrari 488 GTE    | 20  | 11  | 29  | 17  | 17  | 21  |     |     |     |
| 2023    | Ferrari AF Corse | Ferrari 499P       | SEB | POR | SPA | LEM | MON | FUJ | BAH |     |     |
| 2023    | Ferrari AF Corse | Ferrari 499P       | 15  | 6   | 3   | 1   | 5   | 5   | 6   |     |     |
| 2024    | Ferrari AF Corse | Ferrari 499P       | KAT | IMO | SPA | LEM | SAO | AUS | FUJ | BAH |     |
| 2024    | Ferrari AF Corse | Ferrari 499P       | 12  | 7   | 4   | 3   | 5   | DNF | DNF | 14  |     |
| 2025    | Ferrari AF Corse | Ferrari 499P       | KAT | IMO | SPA | LEM | SAO | AUS | FUJ | BAH |     |
| 2025    | Ferrari AF Corse | Ferrari 499P       | 3   | 1   | 1   | 3   | 11  |     |     |     |     |